# Geely Xingrui
La Geely Xingrui (chinois : 吉利星瑞 ; pinyin : Jílì Xīngruì) ou Geely Preface est une berline intermédiaire produite par le constructeur automobile chinois Geely depuis 2020. Elle a été révélée en septembre 2020 lors du Salon de l'automobile de Pékin.

## Aperçu
La Geely Xingrui a été présentée pour la première fois par le concept Preface au Salon de l'automobile de Shanghai en avril 2019.
Le modèle de production, appelé à l'origine Preface, a été révélé en septembre 2020 lors du Salon de l'automobile de Pékin en Chine, sous le nom de Xingrui,.

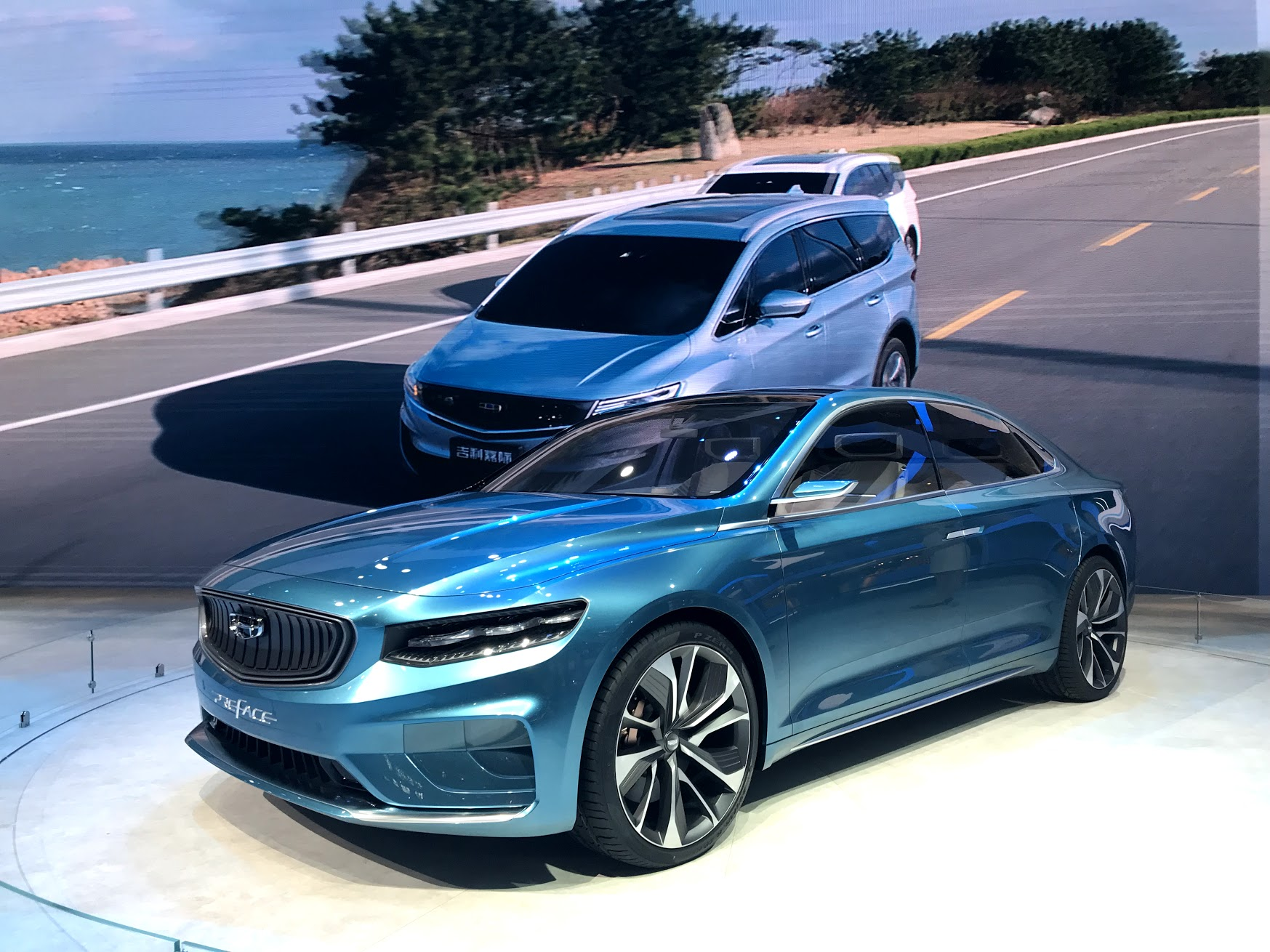
Geely Preface Concept

## Caractéristiques
La Xingrui partage la même plate-forme Compact Modular Architecture (CMA) développée conjointement avec Volvo, que le SUV compact Geely Xingyue, et le même moteur, le 2,0 L Turbo JLH-4G20TD(d'origine Volvo), avec le SUV compact Lynk & Co 02 qui produit 190 ch (140 kW) et 300 N m de couple.

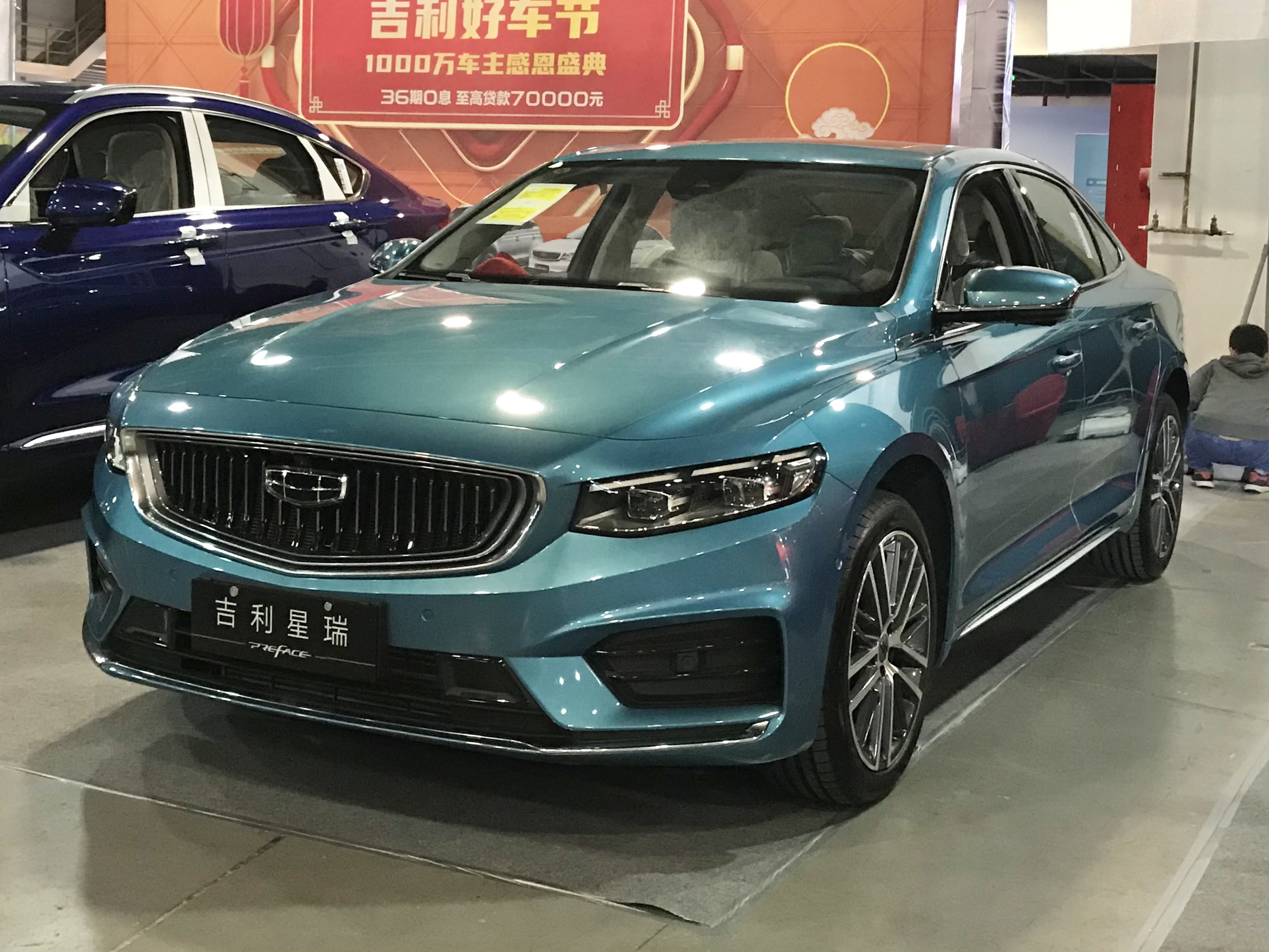
Geely Xingrui avant
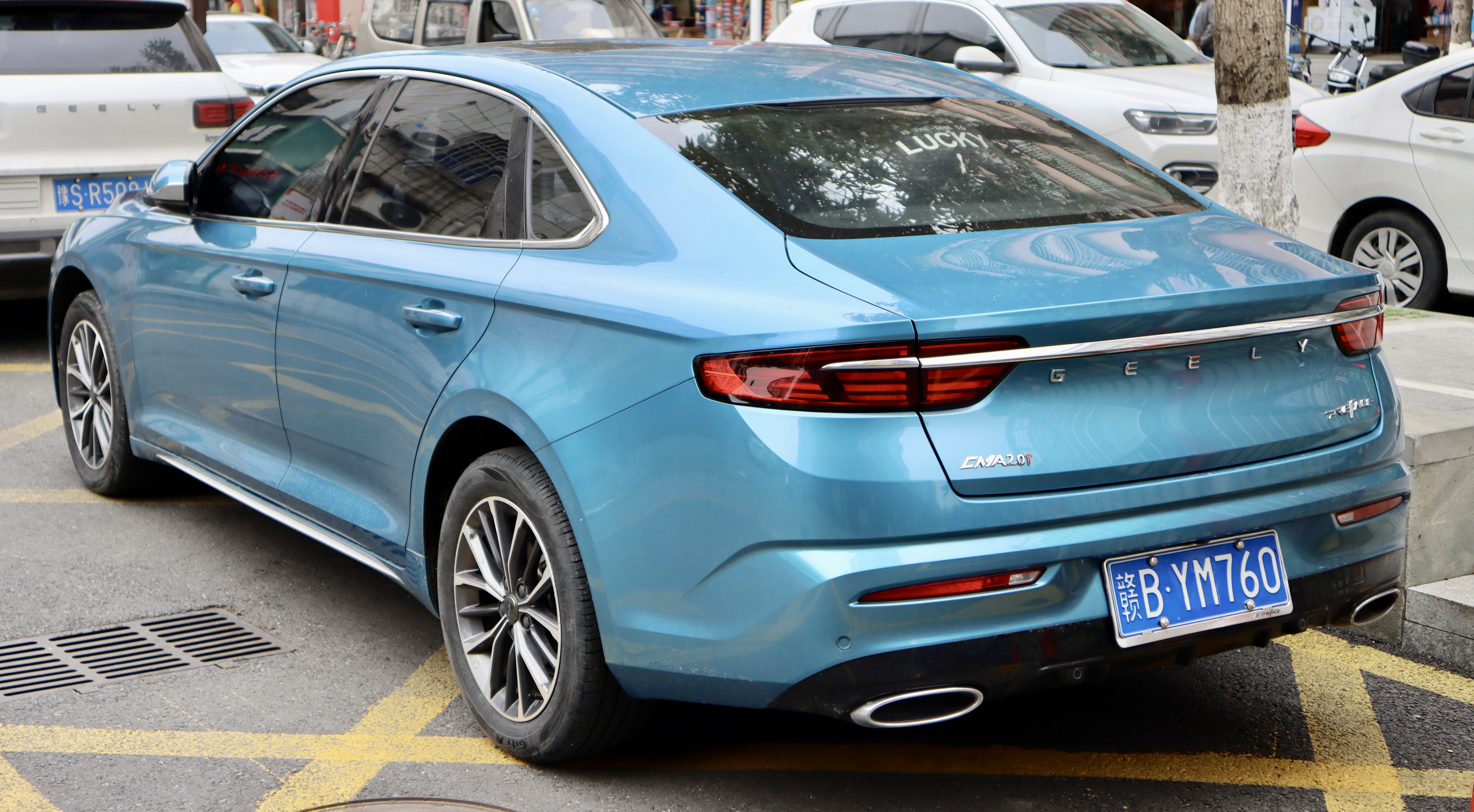
Geely Xingrui arrière